# San Sadurniño
San Sadurniño község Spanyolországban, A Coruña tartományban. San Sadurniño As Pontes de García Rodríguez, A Capela, Fene, Neda, Narón, Valdoviño, Moeche és As Somozas községekkel határos. Lakosainak száma 2733 fő (2024).

## Népesség
A település népessége az utóbbi években az alábbiak szerint változott:
| Lakosok száma | 3389 | 3229 | 3182 | 3119 | 3099 | 3019 | 2944 | 2822 | 2812 | 2733 |
|               | 2001 | 2004 | 2006 | 2009 | 2011 | 2014 | 2016 | 2019 | 2021 | 2024 |